# Mitragliatrice ad azionamento manuale

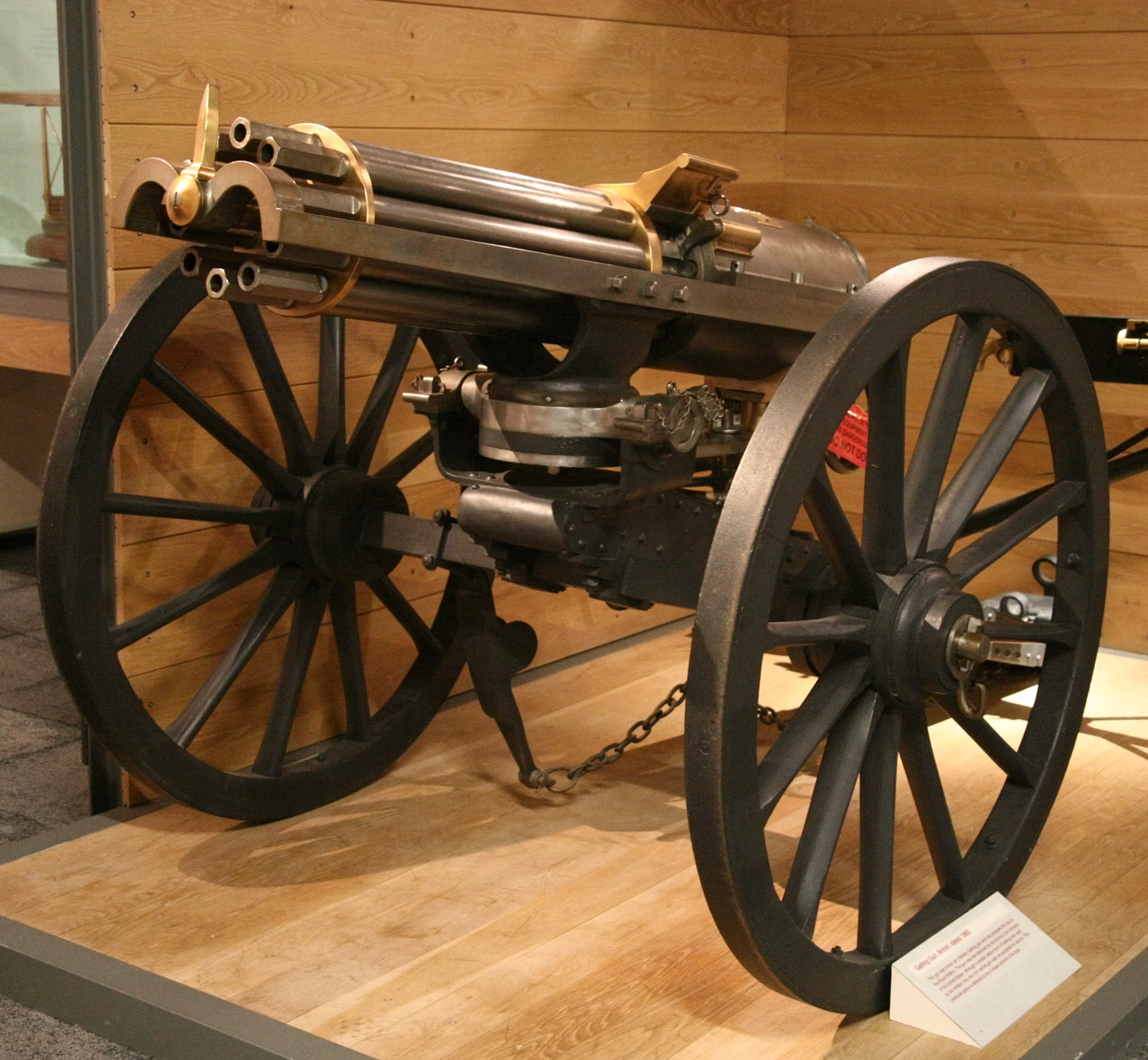
Una Gatling

Una mitragliatrice ad azionamento manuale è un tipo di arma da fuoco automatico prodotta tra l'inizio del XVIII e la fine del XIX secolo. In tale categoria generalmente si annoverano le prime mitragliatrici prodotte.

## Caratteristiche
La caratteristica unificante di queste armi era la capacità di sparare, a fuoco automatico o più colpi insieme, azionando una leva o manovella. Questo permetteva un volume di fuoco maggiore con un impiego di manodopera minore rispetto a fanti armati di moschetto o fucile. Furono rimpiazzate dalle armi automatiche a ciclo interno, che non richiedono un'operazione manuale per il ciclo di sparo.
Secondo la terminologia moderna una mitragliatrice è un'arma automatica a propulsione meccanica (es. a gas) o elettrica (es. armi a canne rotanti moderne o chain gun), ma in un senso più generale ogni arma a fuoco rapido può essere definita mitragliatrice. Per la seconda definizione queste armi sono definibili come le prime mitragliatrici, anche se secondo la nomenclatura moderna la prima mitragliatrice fu la Maxim azionata a rinculo.

## Storia

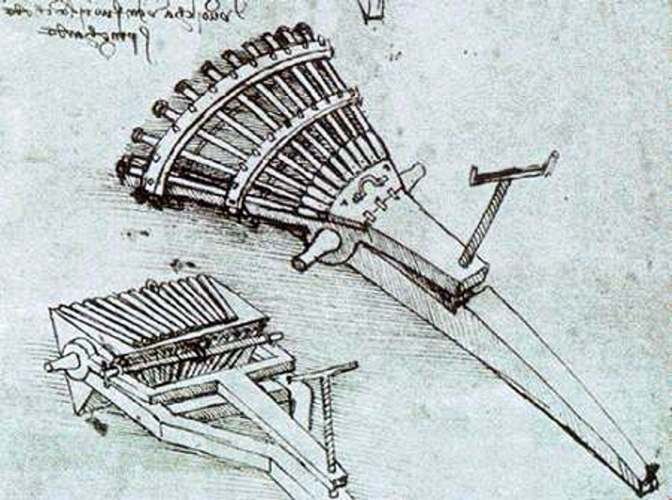
Un progetto di organo di Leonardo da Vinci

Le prime armi che potessero sparare più di un colpo alla volta senza ricarica furono gli organi (detti anche ribauldequin o ribadocchini) armi di relativamente piccolo calibro (per l'epoca) con un numero di canne da due a dodici (esistono anche alcuni rari pezzi fino a 30 canne). 
Siccome dovevano essere ricaricati ad avancarica questa era un'operazione lenta e laboriosa, e poco pratica in campo aperto, quindi questo tipo di arma fu abbandonata, anche grazie all'utilizzo della munizione a mitraglia per i cannoni, più veloce e meno costosa, ma ugualmente efficiente.
Il principio fu ripreso nel XIX secolo da armi quale la Mitrailleuse che, grazie alle cartucce autocontenute e la retrocarica, aveva un rapido rateo di fuoco, e oggi stanno venendo studiate da progetti sperimentali  di armi "caseless", quale un progetto a 36 canne della Metal Storm con un rateo di fuoco teorico di 1,62 milioni di colpi/min. Un'altra applicazione sono insiemi di varie armi per la protezione antiaerea ravvicinata sulle navi, come la Meroka spagnola.
Nel 1718 fu mostrata al pubblico la Puckle gun, una mitragliatrice revolver (per gli standard di oggi un cannone revolver) ad acciarino con un tamburo dai 5 agli 11 colpi. A causa dell'ingombro, lo scarso rateo di fuoco e la delicatezza del meccanismo fu usato solo una volta in una spedizione. A volte è considerata la prima mitragliatrice della storia.

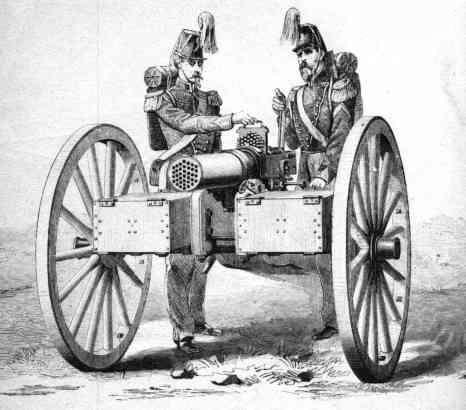
Il caricamento della Mitrailleuse Montigny

Con l'invenzione delle cartucce complete (cioè che includono proiettile, propellente, bossolo ed innesco insieme) e la retrocarica, fu possibile la costruzione di armi a più canne a fuoco e ricarica rapida, come la mitrailleuse del 1851 arma con un numero di canne da 4 a 50, caricata a piastrine dalla culatta. Questo permetteva un alto rateo di fuoco (circa 100 colpi/min) con una gittata di 2000 metri, cioè oltre la gittata massima del contemporaneo fucile Dreyse. A causa di un errato utilizzo tattico (erano messe insieme all'artiglieria da campo, dove potevano essere facilmente distrutte dai cannoni nemici), però, la loro efficacia fu scarsa, e l'uso in guerra fu smesso dopo la massiccia introduzione delle mitragliatrici vere e proprie.
Nel 1861 R.J. Gatling inventò la mitragliatrice Gatling, una mitragliatrice a canne rotanti azionate a manovella. Oggi l'idea di una mitragliatrice a canne rotanti sopravvive nelle armi a canne rotanti moderne azionate elettricamente o a gas. Nello stesso anno iniziò la Guerra di secessione americana, e furono richiesti vari tipi di armi automatiche. In questo periodo quindi furono prodotti circa una dozzina di modelli, tutti azionati a manovella, sia a canna singola che multipla, come l'Agar gun (chiamato "coffee mill" cioè "macinacaffè" a causa del caricatore a tramoggia) o il Gardner gun.
Nel 1884 Hiram Stevens Maxim inventò la mitragliatrice Maxim il primo modello azionato grazie al proprio rinculo, e quindi ad azionamento veramente automatico. Alcuni tendono a segnare quest'arma come la prima vera mitragliatrice.

## Esempi

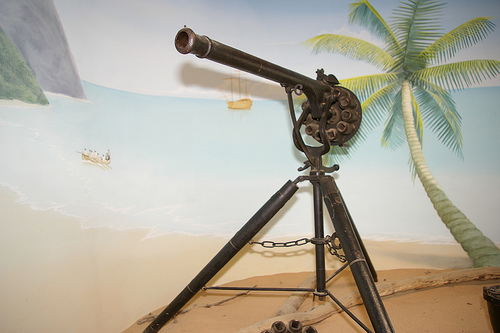
Un Puckle gun
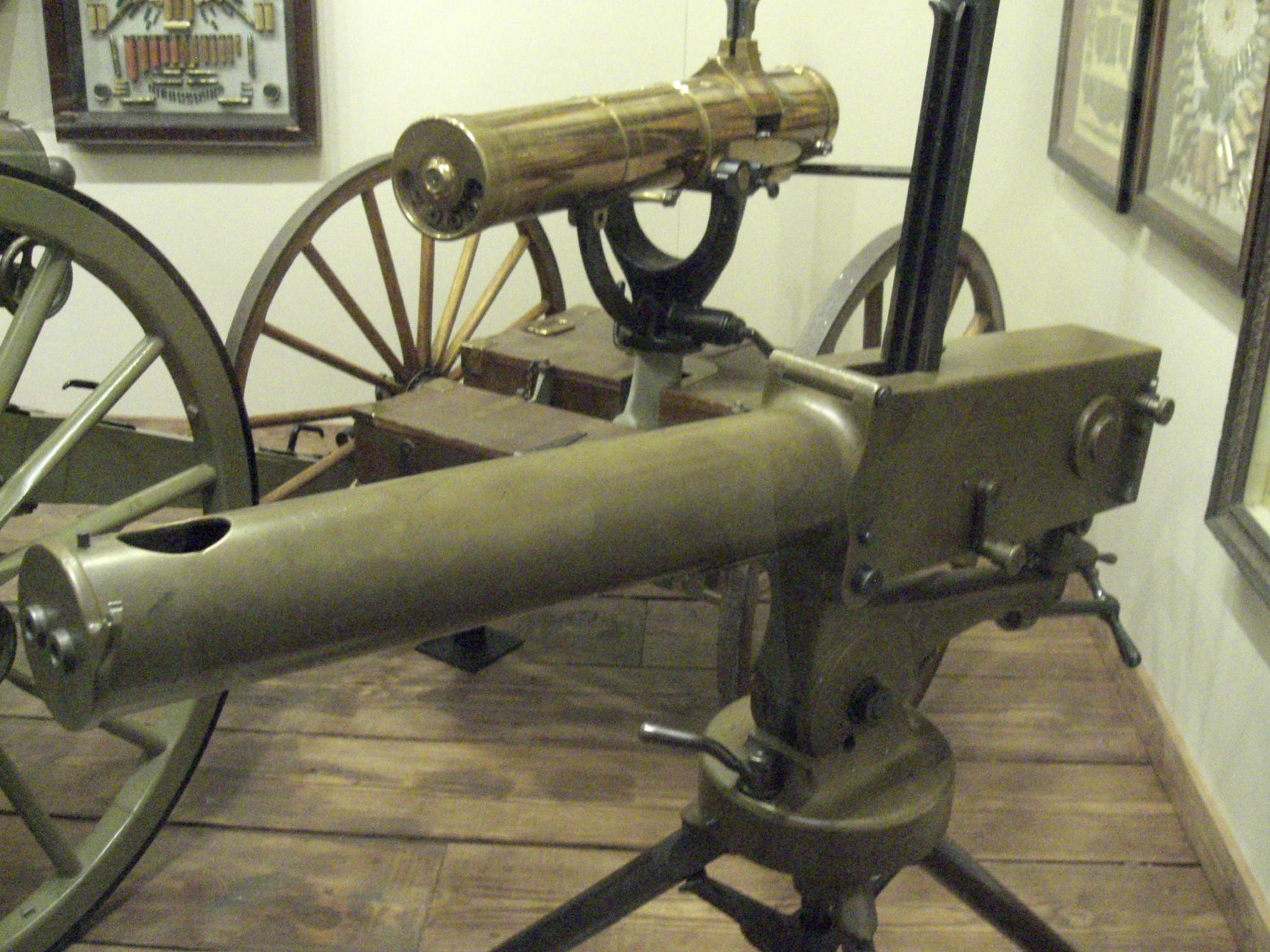
Un Gardner gun
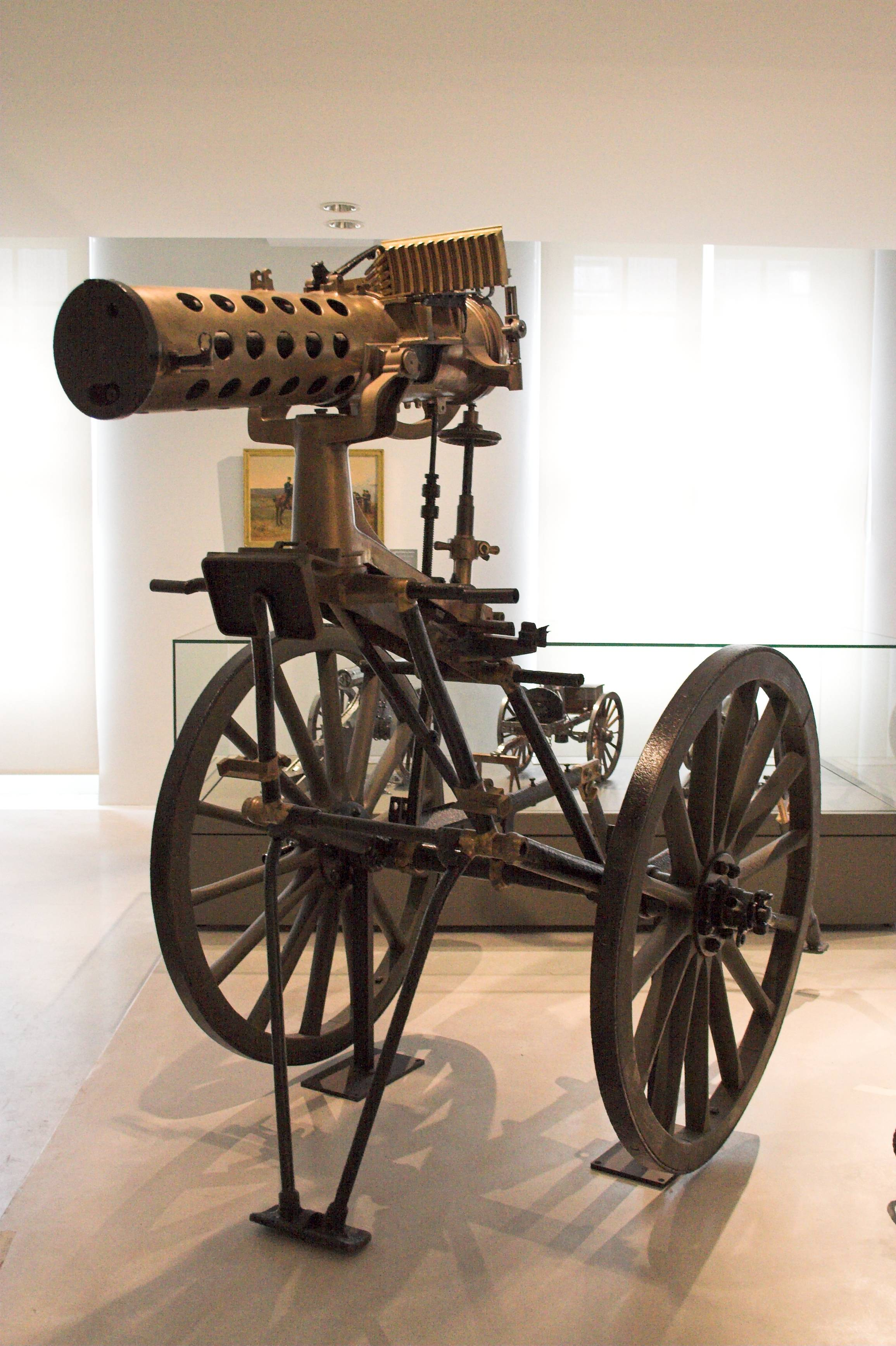
Una Gatling Usata in Francia con copricanna